# Winter-Universiade 1970
Die Winter-Universiade 1970 fand vom 3. bis 9. April in Rovaniemi statt.

## Sportarten
| Disziplin             | Entscheidungen |
| --------------------- | -------------- |
| Eishockey             | 1              |
| Eiskunstlauf          | 4              |
| Eisschnelllauf        | 8              |
| Nordische Kombination | 1              |
| Ski Alpin             | 6              |
| Skilanglauf           | 4              |
| Skispringen           | 1              |
| Gesamt                | 25             |

## Medaillenspiegel
| Platz  | Land               | Gold | Silber | Bronze | Gesamt |
| ------ | ------------------ | ---- | ------ | ------ | ------ |
| 1      | Sowjetunion        | 13   | 16     | 8      | 37     |
| 2      | Vereinigte Staaten | 5    | 5      | 1      | 11     |
| 3      | Tschechoslowakei   | 3    | –      | –      | 3      |
| 4      | DDR                | 2    | 1      | 3      | 6      |
| 5      | BR Deutschland     | 1    | –      | 2      | 3      |
| 6      | Ungarn             | 1    | –      | –      | 1      |
| 7      | Polen              | –    | 2      | 1      | 3      |
| 8      | Nordkorea          | –    | 1      | 1      | 2      |
| 9      | Japan              | –    | –      | 3      | 3      |
| 9      | Österreich         | –    | –      | 3      | 3      |
| 11     | Finnland           | –    | –      | 1      | 1      |
| 11     | Frankreich         | –    | –      | 1      | 1      |
| Gesamt | Gesamt             | 25   | 25     | 24     | 74     |